# 금강반야바라밀경 (보물 제721호)
금강반야바라밀경(金剛般若波羅密經)은 서울특별시 중구 동국대학교 도서관에 있는 목판본 불경이다. 1981년 7월 15일 대한민국의 보물 제721호로 지정되었다.

## 개요
금강반야바라밀경(金剛般若波羅密經)은 줄여서 ‘금강경’이라고 부르기도 하는데, 조계종의 근본경전으로 우리나라에서는 반야심경 다음으로 많이 읽히는 불교경전이다.
이 책은 후진(後秦)의 구마라습(鳩摩羅什)이 번역한 것에 명나라의 천노(川老)가 풀이를 덧붙인 것이다. 닥종이에 찍은 목판본으로 처음에 두루마리 형식으로 만들었던 것을 다시 책의 형태로 고쳐 만들었으며, 크기는 세로 56cm, 가로 19.1cm이다.
책머리에 있는 글에 의하면 유향과 강인부가 우왕의 왕비에게 도움을 받아 책을 간행했음을 알 수 있다. 이때 지담(志淡)이 간행을 주관하고 이색(李穡)이 발문(跋文:책의 내용과 그에 관계된 일을 간략하게 적은 글)을 지었으며 글씨는 각지(角之)가 썼다는 내용도 확인할 수 있다. 책 끝부분에는 부처의 깨달음이나 소원을 기원하는 진언(眞言)이 있고, 특히 다른 책에서는 볼 수 없는 영험찬(靈驗讚)이 있다. 영험찬은 사람의 기원에 대해 부처가 반응을 나타내는 영묘한 효험을 증명하는 글을 말한다.
글자가 많이 닳고 인쇄상태가 깨끗하지 못한 것으로 보아 판을 새기고 한참 뒤인 조선 초기에 와서 다시 찍어낸 것으로 보인다.

## 같이 보기
- 금강반야바라밀경

## 참고 자료
- 금강반야바라밀경 - 국가유산청 국가유산포털